# Jack Carson

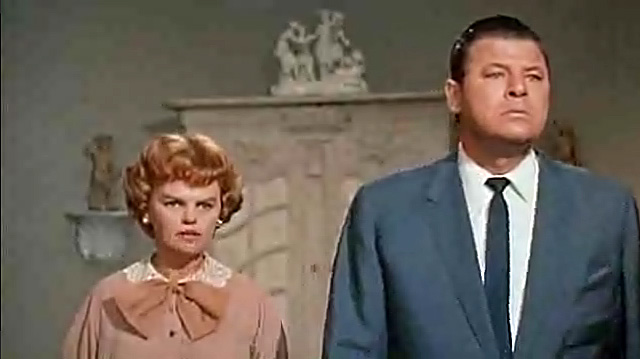
Madeleine Sherwood şi Jack Carson în Cat on a Hot Tin Roof (1958)

Jack Carson (n. 27 octombrie 1910, Carman⁠(d), Manitoba, Canada – d. 2 ianuarie 1963, Encino, California, SUA) a fost un actor american de origine canadiană.

## Filmografie
- Stand-In 1937 cu Leslie Howard și Joan Blondell.
- Bringing Up Baby 1938 (nemenționat).
- Vivacious Lady 1938 cu Ginger Rogers și James Stewart.
- The Saint in New York 1938 cu Louis Hayward și Simon Templar.
- Destry Rides Again 1939 cu Marlene Dietrich și James Stewart.
- Lucky Partners 1940.
- I Take This Woman 1940 cu Spencer Tracy și Hedy Lamarr.
- Love Crazy 1941.
- The Strawberry Blonde 1941 cu James Cagney și Olivia de Havilland.
- The Bride Came C.O.D. 1941 cu James Cagney și Bette Davis.
- The Male Animal 1942 cu Henry Fonda și Olivia de Havilland.
- The Hard Way 1943 cu Ida Lupino.
- Hollywood Canteen 1944.
- Make Your Own Bed 1944 cu Jane Wyman și Alan Hale, Sr.
- Arsenic and Old Lace (Arsenic și dantelă veche), 1944.
- The Doughgirls 1944 cu Ann Sheridan și Alexis Smith.
- Shine On, Harvest Moon 1944 cu Ann Sheridan.
- Mildred Pierce 1945 cu Joan Crawford.
- Roughly Speaking 1945 cu Rosalind Russell.
- The Time, the Place, and the Girl 1946.
- Two Guys from Milwaukee 1946 cu Dennis Morgan.
- Love and Learn 1947.
- Romance on the High Seas 1948 cu Janis Paige, Don DeFore și Doris Day.
- Two Guys from Texas 1948 cu Dennis Morgan și Dorothy Malone.
- John Loves Mary 1949 cu Ronald Reagan.
- My Dream is Yours 1949 cu Doris Day.
- It's a Great Feeling 1949 cu Doris Day.
- Dangerous When Wet 1953 cu Esther Williams și Fernando Lamas.
- A Star Is Born 1954 cu Judy Garland și James Mason.
- Red Garters 1953 cu Rosemary Clooney.
- Magnificent Roughnecks 1956 cu Mickey Rooney.
- The Tarnished Angels 1958 (regizat de Douglas Sirk) cu Rock Hudson, Robert Stack și Dorothy Malone.
- Rally 'Round the Flag, Boys! 1958 cu Paul Newman, Joanne Woodward și Joan Collins.
- Cat on a Hot Tin Roof 1958 cu Elizabeth Taylor, Paul Newman și Burl Ives.
- Sammy the Way Out Seal 1962.